# Zapałów
Zapałów – wieś w Polsce położona na Płaskowyżu Tarnogrodzkim, w województwie podkarpackim, w powiecie jarosławskim, w gminie Wiązownica.

## Części wsi
| SIMC    | Nazwa   | Rodzaj    |
| ------- | ------- | --------- |
| 0612996 | Buczyna | część wsi |
| 0613004 | Kąty    | część wsi |
| 0613010 | Nazarki | część wsi |

## Historia

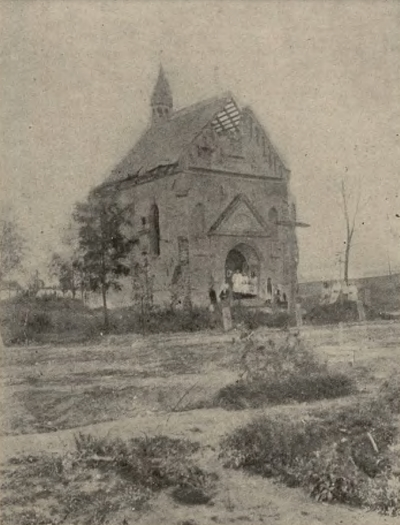
Kaplica w Zapałowie zniszczona podczas walk w czerwcu 1915 roku.

Podczas walk w czerwcu 1915 roku wieś została prawie całkowicie spalona i zniszczona. Mieszkańcy zamieszkali w szałasach, beczkach i ruinach domów. Na pomoc przyjechała I kolumna sanitarna finansowana z funduszy Książęco-Biskupiego Komitetu Pomocy dla Dotkniętych Klęską Wojny. Wyruszyła ona 22 sierpnia 1915 roku z Krakowa do powiatu cieszanowskiego i działała w tej okolicy do listopada tego roku. W Zapałowie został założony szpital. Początkowo w namiocie, a potem przeniesiono go do częściowo zniszczonego budynku straży skarbowej. Znalazło się w nim 30 łóżek. Po przyjeździe zastano we wsi ponad 100 osób chorych na dur brzuszny. W szpitalu podczas jego działalności leczono około 71 chorych. Równocześnie zaszczepiono przeciw tyfusowi i ospie około 800 osób i zdezynfekowano 80 studni.
W II Rzeczypospolitej wieś w powiecie jarosławskim województwa lwowskiego. W czasie II wojny światowej we wsi działała polska samoobrona, organizowana m.in. przez ks. Józefa Czerkiesa, majora Wojska Polskiego. Wspierał ją oddział NOW Józefa Zadzierskiego ps. „Wołyniak”. Pomimo tego w latach 1942–1946 nacjonaliści ukraińscy z OUN-UPA zamordowali w pobliżu wsi 22 Polaków.
W latach 1975–1998 miejscowość administracyjnie należała do województwa przemyskiego.
We wsi znajduje się kościół rzymskokatolicki pod wezwaniem Najświętszego Serca Pana Jezusa, a także prawosławna cerkiew parafialna pod wezwaniem Świętych Kosmy i Damiana (jest to dawna świątynia greckokatolicka zbudowana w latach 1926–1927).

## Kościół

### Cerkiew greckokatolicka
W 1801 roku zbudowano drewnianą cerkiew, a w 1845 roku była kanoniczna wizyta eparchy Iwana Snihurskiego. W latach 1926–1927 zbudowano murowaną cerkiew pw. Świętych Kosmy i Damiana. Parochia istniała, aż do 1947 roku.
Parochowie w Zapałowie
| Lata         | Paroch              | Uwagi |
| ------------ | ------------------- | --- |
| 1785(?)–1797 | Jan Nazarkiewicz    | zmarł 5 maja 1797 roku, w wieku 76 lat |
| 1796–1797    | Jan Kaczmarski      | komendariusz |
| 1797–1800    | Tadeusz Witoszyński | |
| 1800–1842    | Teodor Kiwerowicz   | ur. w 1771 r., wyświęcony w 1799 r., w latach 1813–1840 dziekan dekanatu Oleszyckiego, zmarł 6 stycznia 1842 r.                                       |
| 1842–1896    | Wiktor Kiwerowicz   | ur. w 1811 r., wyświęcony w 1837 r., w latach 1838–1841 administrator w Gorzycach, w latach 1842–1896 paroch w Zapałowie, zmarł w 23 kwietnia 1896 r. |
| 1896–1897    | Aleksander Humecki  | ur. w 1864 r., wyświęcony w 1892 r., w latach 1896–1897 administrator w Zapałowie, od 1898 r. kanonik.                                                |
| 1897–1910    | Jan Suchy           | ur. w 1850 roku, wyświęcony w 1877 roku, od 1897 roku kanonik.                                                                                        |
| 1910–1911    | Stefan Harabać      | ur. w 1881 r., wyświęcony w 1909 r., administrator w Zapałowie.                                                                                       |
| 1911–1921    | Lew Fedorowicz      | ur. w 1875 r., wyświęcony w 1902 r., od 1911 r. kanonik.                                                                                              |
| 1921–1945    | Bogdan Polański     | ur. w 1878 r., wyświęcony w 1901 r. |

### Cerkiew prawosławna
Po II wojnie światowej władze państwowe zamieniły cerkiew w Zapałowie na skład nawozów sztucznych, a po zamknięciu magazynu planowano jej rozebranie. Po licznych protestach wiernych w roku 1966 władze zezwoliły na utworzenie parafii prawosławnej. Po powołaniu parafii nastąpił sprzeciw biskupa rzymskokatolickiego Ignacego Tokarczuka, który prowadził kampanię sprzeciwu wobec prawosławia, wskutek tego przy nowej parafii pozostali nieliczni. Początkowe lata były pełne wrogości i dyskryminacji ze strony miejscowych katolików. Początkowo w parafii posługiwali duchowni z Warszawy (kanclerz o. Sawa), Białostocczyzny i diecezji. W 1989 roku ustały prześladowania i rozpoczął się czas tolerancji i zainteresowania. W latach 1992–1996 przeprowadzono wstępną renowację cerkwi.
Parafia Świętych Kosmy i Damiana przynależy do dekanatu przemyskiego (z siedzibą w Kalnikowie), diecezji przemysko-gorlickiej, Polskiego Autokefalicznego Kościoła Prawosławnego.
Proboszczowie w Zapałowie
1966–1967. ks. Jerzy Krysiak
1984–1987. ks. Jerzy Plis
1988–1989. ks. Sławomir Kondratiuk
1989–2002. ks. Aleksander Kulik
2002–2008. ks. Jarosław Kadyło
2008–2018. o. mitrat dr Jan Plewa

### Kościół rzymskokatolicki
W 1911 roku poświęcono murowany kościół pw. Najświętszego Serca Pana Jezusa. W 1919 roku istniała już Ekspozytura w Zapałowie, której ekspozytem został ks. Józef Czerkies. W 1927 roku utworzono parafię, która objęła: Zapałów, Wólkę Zapałowską, Ryszkową Wolę i Surmaczówkę. Proboszczem nowej parafii został ks. Józef Czerkies.
Z powodu upływu czasu kościół wymagał remontu. Gdy w 2012 roku rozpoczęto remont, okazało się, że popękane mury groziły zawaleniem, dlatego większość murów rozebrano, a pozostawiono tylko ścianę frontową, którą wkomponowano w nowo budowany kościół. 7 grudnia 2014 roku abp Józef Michalik poświęcił nowy kościół.
1 września 2019 roku odbyła się konsekracja kościoła, której dokonał abp Adam Szal.

## Oświata
Początki szkolnictwa parafialnego w Zapałowie są datowane na 1830 rok, gdy powstała szkoła parafialna przy miejscowej cerkwi (schola parochialis). W 1872 roku powstała szkoła trywialna (z ruskim językiem nauczania). W latach 1873–1874 szkoła była parafialna, a w latach 1874–1879 szkoła była filialna, a od 1879 roku 1-klasowa. W 1912 roku w Zapałowie utworzono „szkołę eksponowaną” (z polskim językiem nauczania). 21 maja 2013 roku odbyła się uroczystość nadania Szkole Podstawowej i Gimnazjum Publicznego w Zapałowie imienia Jana Pawła II.